# لوسيا جيفيرت باراد
لوسيا جيفيرت بارادا (Lucía Gevert Parada) من مواليد 1932 هي صحفية تشيلية و كاتبة ومحررة و دبلوماسية سابقة في ألمانيا الغربية خلال الديكتاتورية العسكرية لأوغوستو بينوشيه. وكانت رئيسة الرابطة الوطنية للصحفيات، ومحررة ملحق مامباتو في
```
إل ميركوريو عام 1960،ورئيسة المجلس الدولي للكتب للشباب في تشيلي من 1968 إلى 1973 و 1980 إلى 1980. وكانت مؤسس هذا الأخير، جنبا إلى جنب مع الكاتبة 
مارسيلا باز
، أليسيا موريل، و 
مايتي ألاماند
، و آخرين.
```

وكانت أيضا مشاركه في تأسيس تليفون ناسيونال دي تشيليTelevisión Nacional de Chile؛ ومجلة أدب الأطفال كوليبريColibrí.
في عام 1968 شاركت في مؤتمر نساء أمريكا اللاتينية.
خلال حياتها المهنية كانت قد تلقت العديد من الجوائز لعملها الصحفي، بما في ذلك جائزة لينكا فرانوليتك Lenka Franulic Award؛في عام 1970 ، وجائزة جون رايتميرJohn Reitemeyer؛ للصحافة العلمية من جمعية الصحافة للبلدان الأمريكية. زوجها هو إيغور سافيدرا غاتيكا، الفائز بجائزة العلوم الوطنية في تشيلي.
أول عمل منشور لجيفيرت في النوع السردي كان إEl puma؛ في عام 1969، الذي تلقى انتقادات مختلفة. وقد غامرت ونشرت في الشعر، والقصص القصيرة، والمقالات، والمختارات، بما في ذلك 1992 El mundo de Amado؛ حيث جمعت مختارات الأحداث من الأساطير الأصلية من تييرا ديل فويغو. في عام 2002، IBBY Chile اختارت ثلاثة من قصصها من القط الذي لم يكن يعرف كيف يخرخر El gatito que no sabía ronronear؛ وقصص أخرى كأفضل القصص من عام 2001.

## أعمالها
- El puma (1969)
- Conversaciones con el Profesor Zahvedruz
- Los cometas y la gravitación universal
- Lo cuenta el Cono Sur : mitos de nuestra tierra

### شاركت في تأليف
- Aguas oscuras؛[4]
- Cuentos cortos de la tierra larga
- El mundo de Amado (1992), compilation of indigenous legends
- Lo cuenta el Cono Sur
- El mar encantado
- El gatito que no sabía ronronear y otros cuentos, with illustrations by Andrés Jullian
- Baile de primavera (1995), with illustrations by Andrés Jullian
- Mitos y leyendas de nuestra América
- Cuentos del fin del mundo
- Los cometas y la gravitación: el hechizo del Halley, series of interviews